# Країна козольців
Країна козольців (словен. Dežela kozolcev) — музей просто неба, розташований неподалік Шентруперта в долині ріки Мирна (Нижня Крайна).
Мета музею — зберігати та представляти різні типи козольців, які є словенським національним знаряддям для роботи з сіном та іншими сільськогосподарськими продуктами. У зв'язку зі зміною способів ведення господарства вони втратили своє початкове значення, що призводить до їх поступового зникнення, а разом з цим — і втрати частини важливої національної культурної спадщини. Експозицію козольців доповнює парк, у якому представлені й інші народні пристрої — від кіс до знарядь для зберігання сіна та злаків, а також проводяться різноманітні культурні заходи. Парк був відкритий 6 червня 2013 президентом Словенії Борутом Пахором.
Парк займає площу 2,5 гектари, на якій знаходиться 19 козольців різних типів, між ними прокладено 1 км пішохідних шляхів. Найстарішим з-поміж наявних є козолець Луката (словен. Lukatov toplar), побудований у 1795; він єдиний з усіх представлених тут має солом'яну стріху. В музеї представлено шість основних типів козольців — три одинарних та три подвійних. Поблизу парку знаходиться козолець Симончича (словен. Simončičev kozolec) — єдиний у Словенії, який має статус пам'ятника культури державного значення.

## Галерея

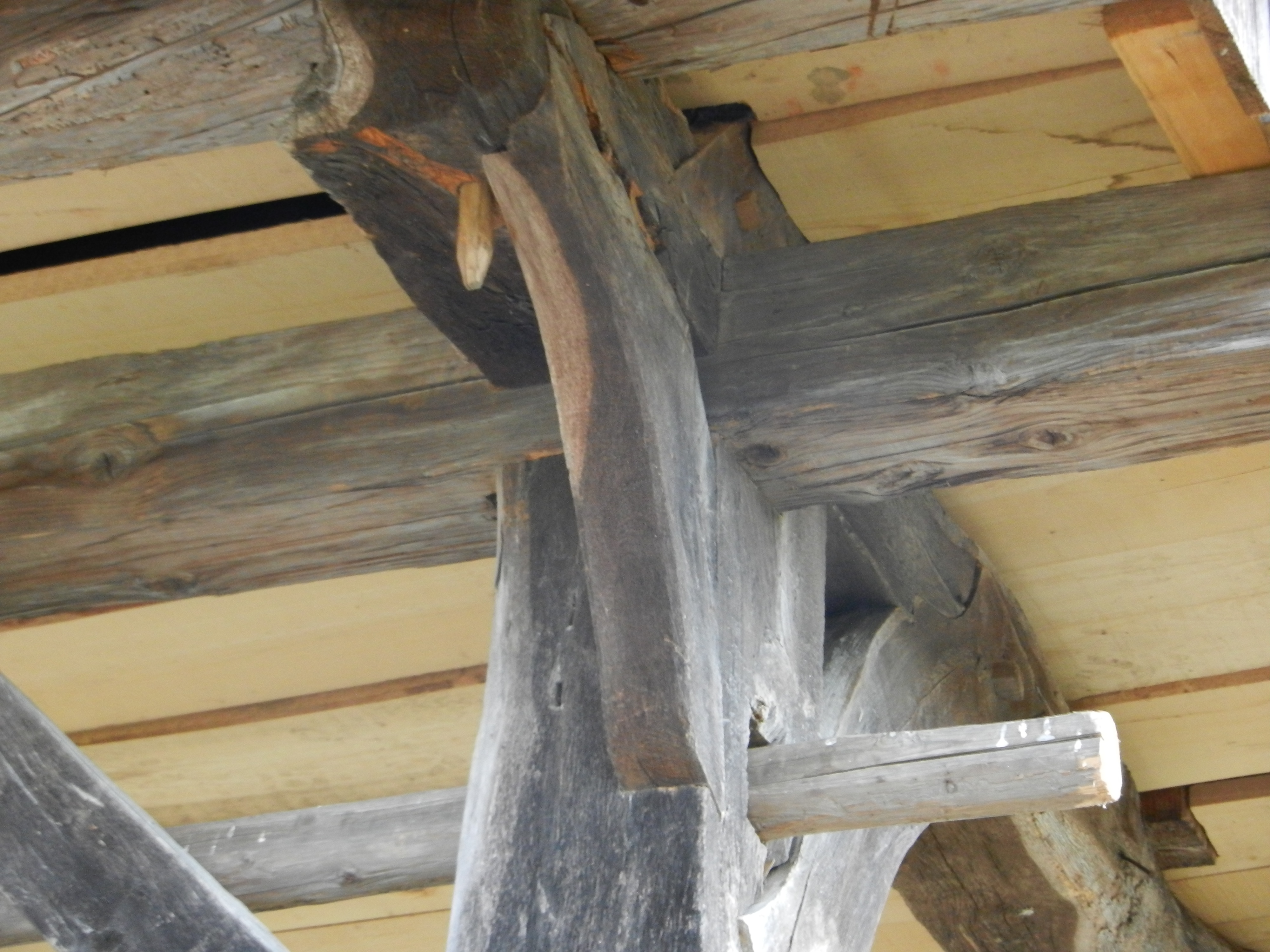
Сполучні частини козольця, виконані з дерева
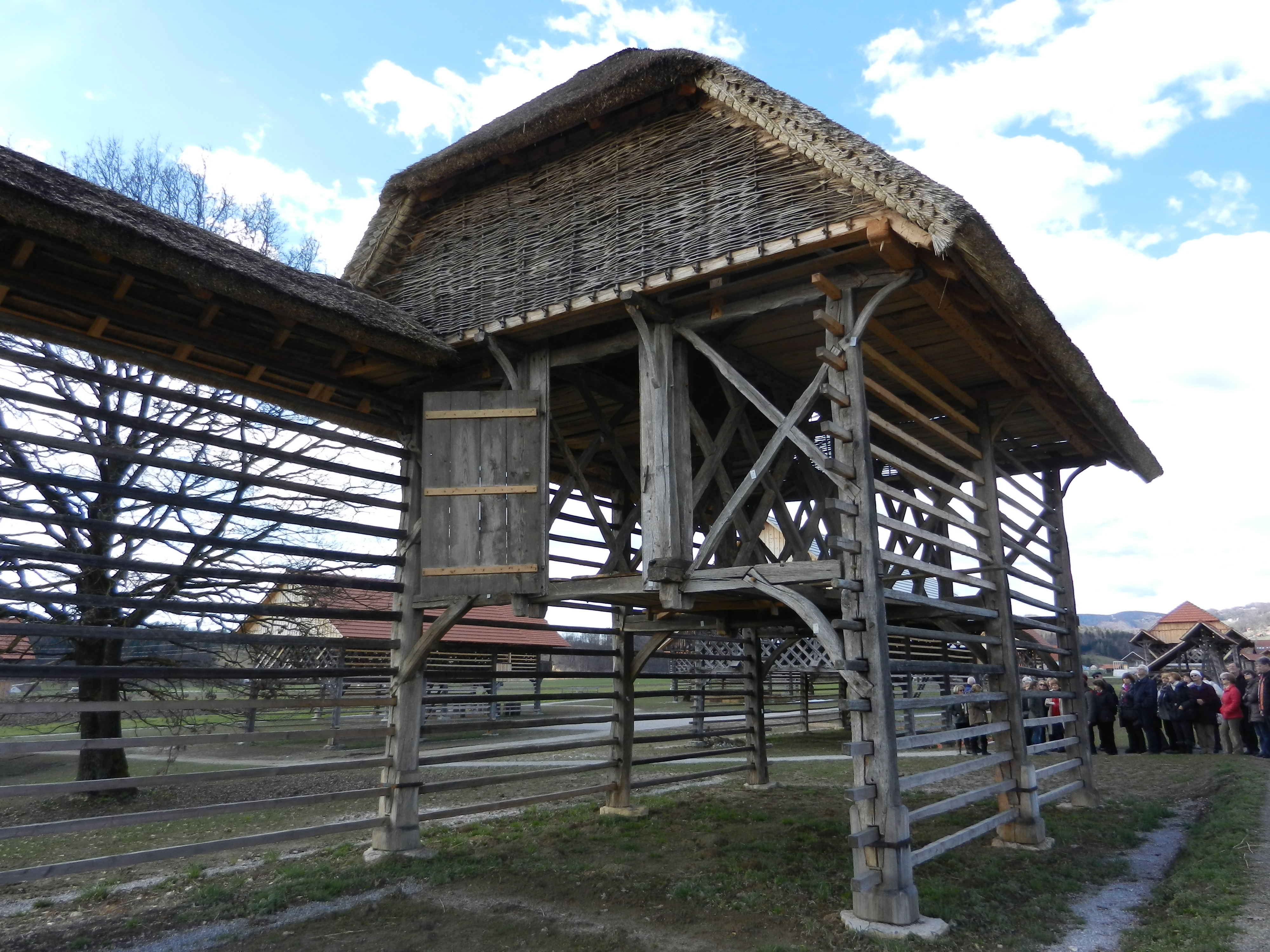
Козолець Луката — найстаріший з усіх представлених в музеї
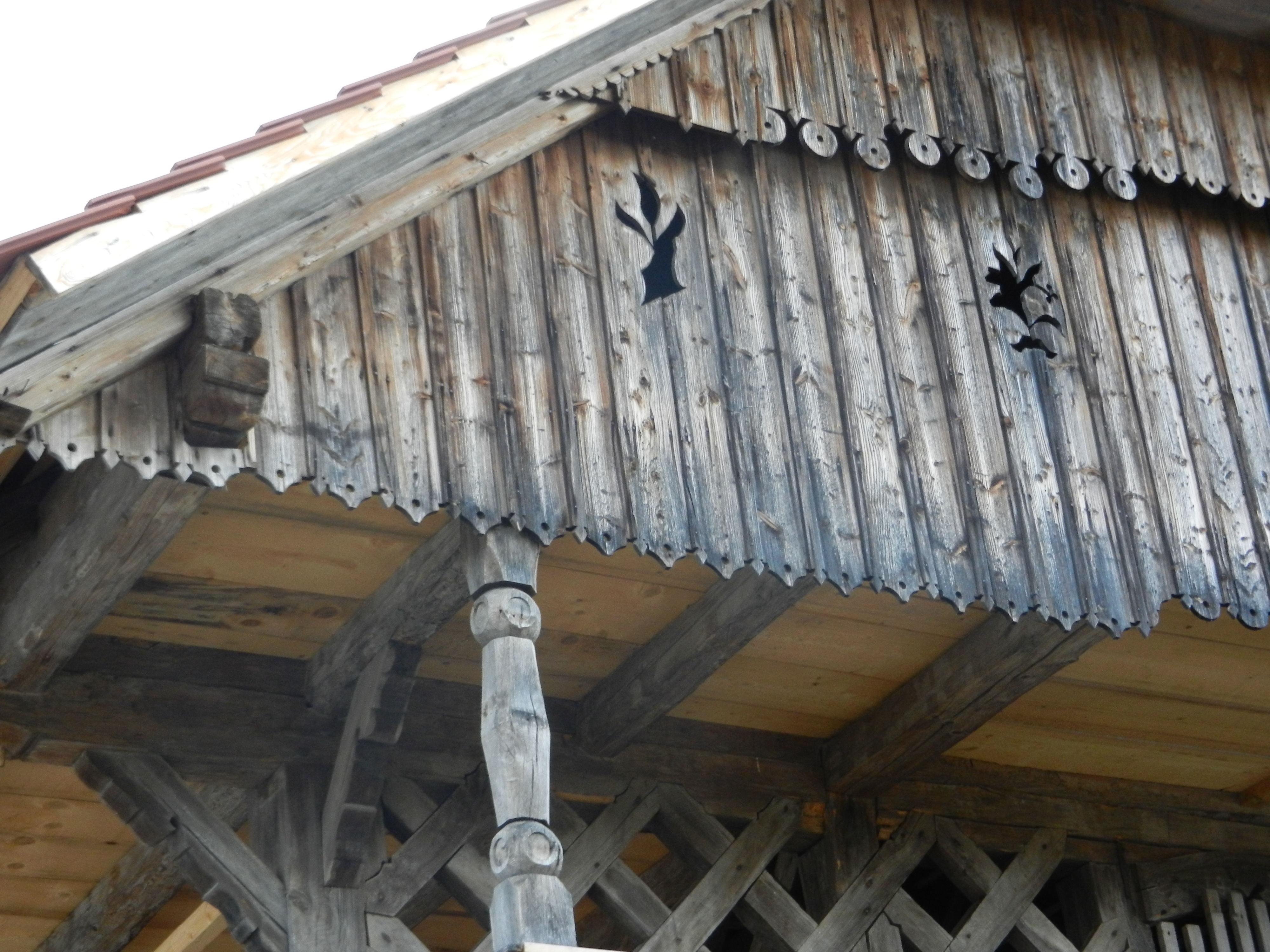
Фрагмент стріхи козольця
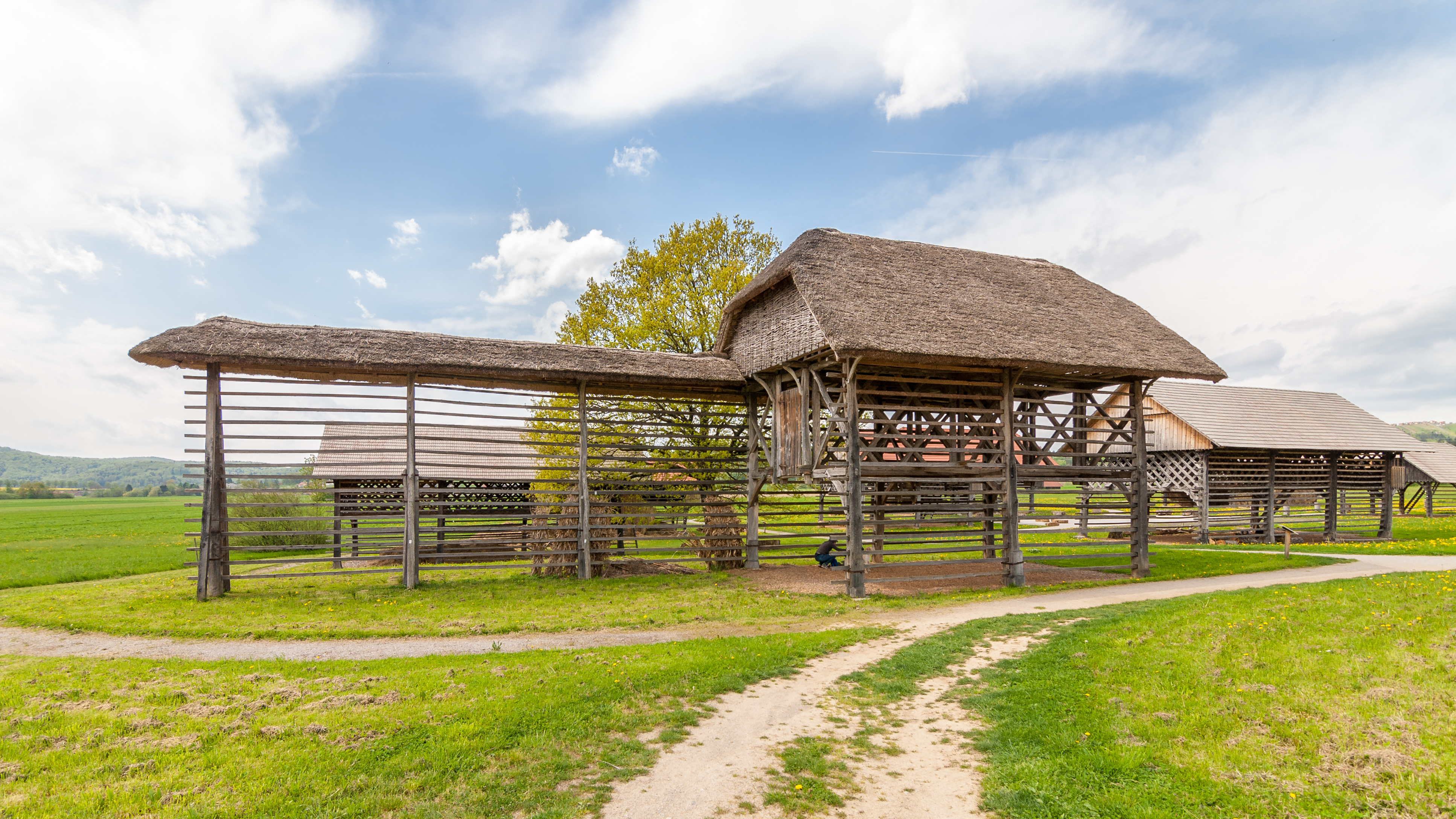
Козолець Луката
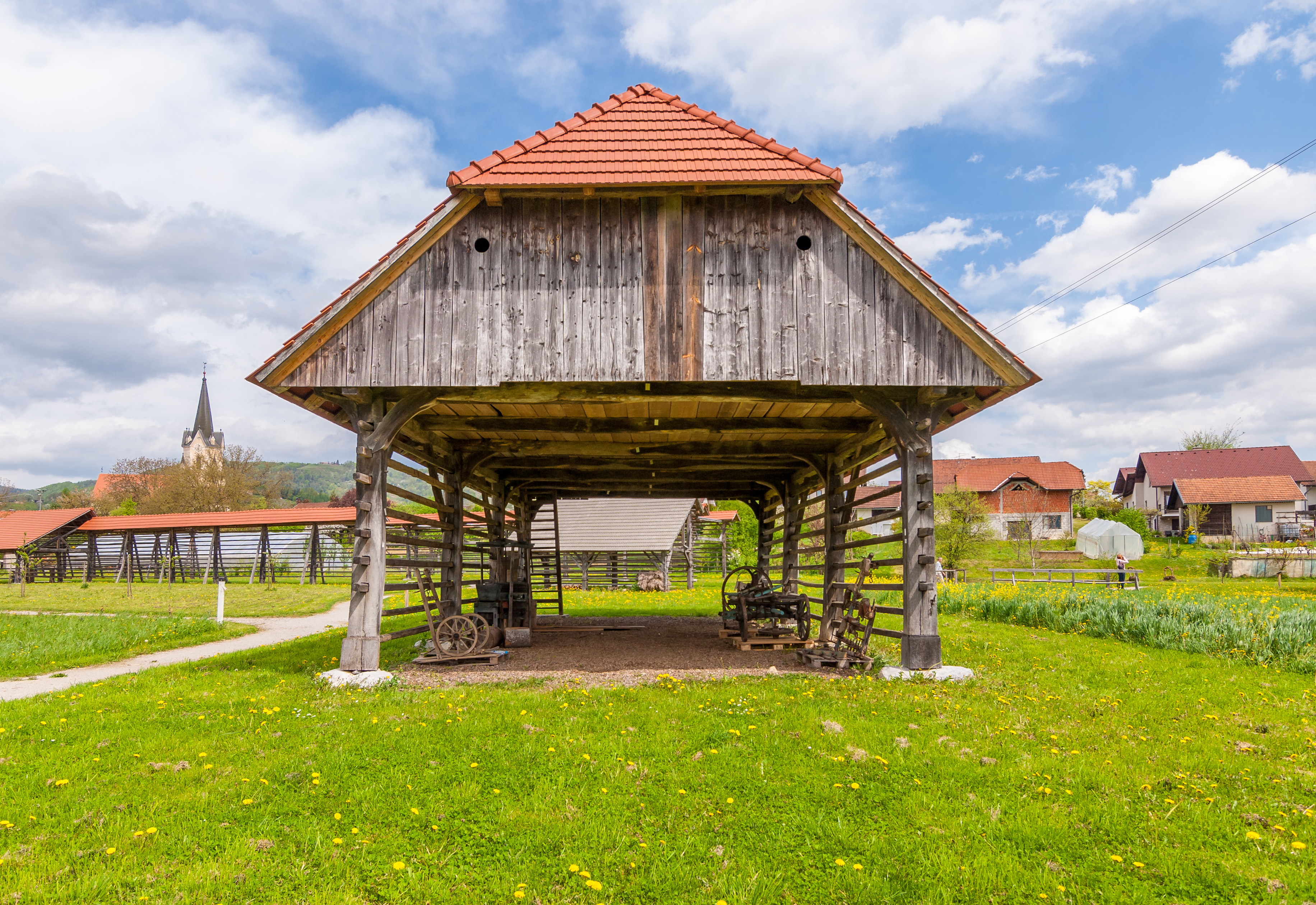
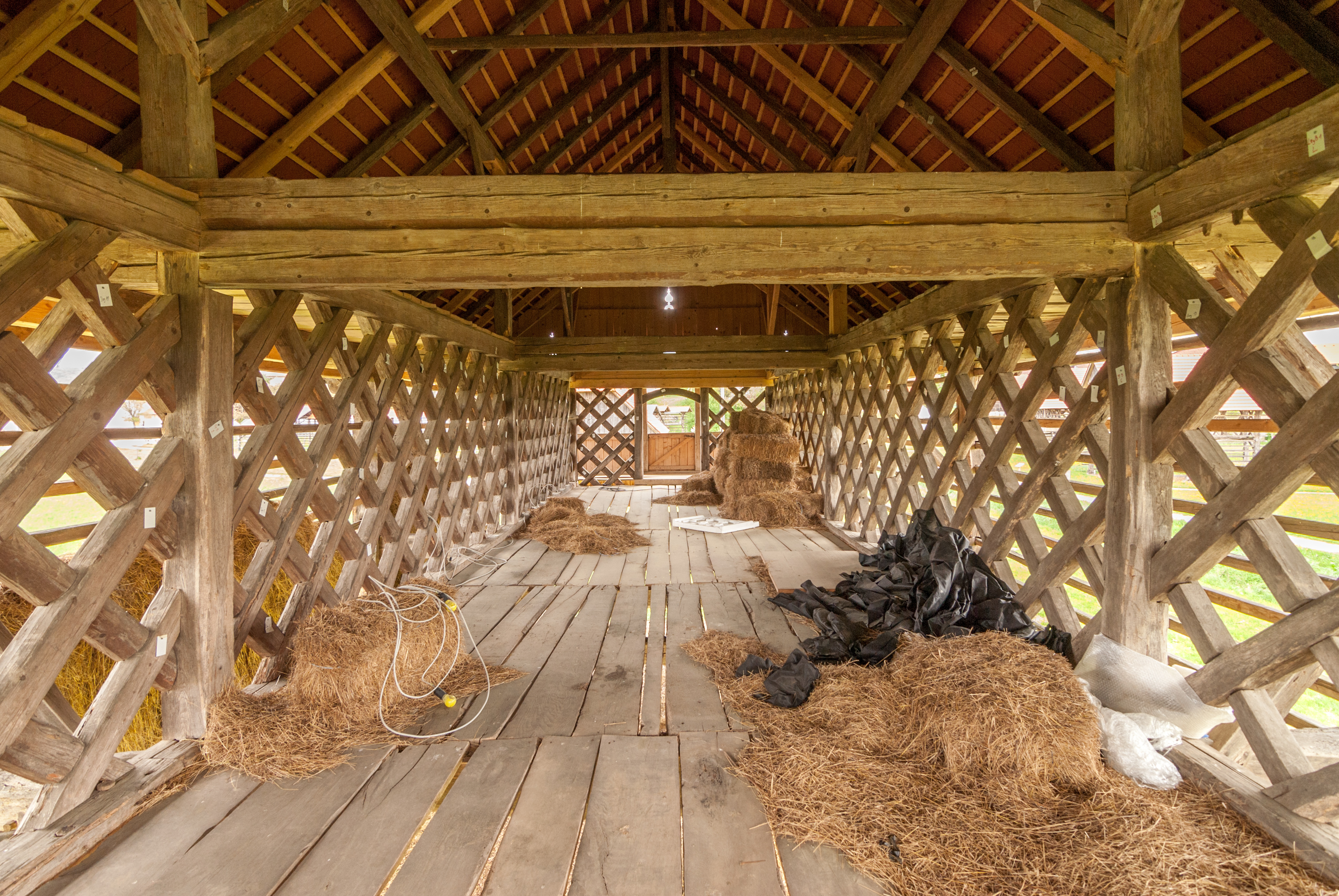
Козолець, вид зсередини